# Elia Kazan
Elia Kazan (tên khai sinh Elias Kazantzoglou, tiếng Hy Lạp: Ηλίας Καζαντζόγλου, 7 tháng 9 năm 1909 - 28 tháng 9 năm 2003) là một đạo diễn, nhà sản xuất, nhà văn và diễn viên người Mỹ gốc Hy Lạp, được mô tả bởi The New York Times 
là "một trong những đạo diễn được tôn vinh và có ảnh hưởng nhất trong lịch sử Broadway và Hollywood".
Ông sinh tại Istanbul, cha mẹ người Hy Lạp gốc Cappadocia. Sau khi học diễn xuất tại Yale, ông đóng phim chuyên nghiệp trong tám năm, sau đó gia nhập Theater Group trong năm 1932, và là người đồng sáng lập Actors Studio năm 1947. Với Robert Lewis và Cheryl Crawford, studio diễn viên của ông "giới thiệu "phương pháp diễn xuất" theo chỉ đạo của Strasberg. Kazan đóng trong một vài bộ phim, bao gồm cả City for Conquest (1940).
Ông được coi là người đã giúp diễn viên tạo ra các màn trình diễn ấn tượng nhất. Trong sự nghiệp đạo diễn, ông đã đạo diễn 21 diễn viên được đề cử Oscar, kết quả đem về 9 giải. Ông đạo diễn một chuỗi các bộ phim thành công, bao gồm A Streetcar Named Desire (1951), On the Waterfront (1954), and East of Eden (1955). Trong suốt sự nghiệp của mình, ông đã giành được hai giải Oscar Đạo diễn xuất sắc nhất và nhận được một giải Oscar danh dự, giành được ba giải Tony, và bốn giải Quả cầu vàng.

## Sách tiểu sử
- Kazan, Elia (1962). America America. New York: Popular Library. OCLC 21378773.America America. New York: Popular Library.OCLC 21378773.
- Kazan, Elia (1967). The Arrangement: A Novel. New York: Stein and Day. OCLC 36500300.The Arrangement: A Novel. New York: Stein and Day.OCLC 36500300.
- Kazan, Elia (1972). The Assassins. London: Collins. ISBN 0-00-221035-5.The Assassins. London: Collins.ISBN 0-00-221035-5.
- Ciment, Michel (1974). Kazan on Kazan. Viking.Kazan on Kazan.Viking. . Originally published 1973 by Secker and Warburg, London.
- Kazan, Elia (1975). The Understudy. New York: Stein and Day. OCLC 9666336.The Understudy. New York: Stein and Day.OCLC 9666336.
- Kazan, Elia (1977). A Kazan Reader. New York: Stein and Day. ISBN 0-8128-2193-9.A Kazan Reader. New York: Stein and Day.ISBN 0-8128-2193-9.
- Kazan, Elia (1978). Acts of Love. New York: Warner. ISBN 0-446-85553-7.Acts of Love. New York: Warner.ISBN 0-446-85553-7.
- Kazan, Elia (1982). The Anatolian. New York: Knopf. ISBN 0-394-52560-4.The Anatolian. New York: Knopf.ISBN 0-394-52560-4.
- Kazan, Elia (1988). Elia Kazan: A Life. New York: Knopf. ISBN 0-394-55953-3.Elia Kazan: A Life. New York: Knopf.ISBN 0-394-55953-3.
- Kazan, Elia (1994). Beyond the Aegean. New York: Knopf. ISBN 0-679-42565-9.Beyond the Aegean. New York: Knopf.ISBN 0-679-42565-9.
- Kazan, Elia; Young, Jeff (1999). The Master Director Discusses His Films. New York: Newmarket Press. ISBN 1-55704-338-8.The Master Director Discusses His Films. New York: Newmarket Press.ISBN 1-55704-338-8.
- Schickel, Richard (2005). Elia Kazan. New York: Harper Collins. ISBN 978-0-06-019579-3.Elia Kazan. New York: Harper Collins.ISBN 978-0-06-019579-3.
- Kazan, Elia (2009). Kazan on Directing. New York: Knopf. ISBN 978-0-307-26477-0.Kazan on Directing. New York: Knopf.ISBN 978-0-307-26477-0.

### Video
- "The Life, Works, and Impact of Elia Kazan" video, 10 phút
- Receiving an Honorary Oscar video, 3 phút
- "The Films of Elia Kazan", tổng hợp movie clip
- Christopher Plummer – Working with Elia Kazan video, 5 phút

### Báo chí
- Elia Kazan tại Internet Broadway DatabaseInternet Broadway Database
- Elia Kazan trên IMDb
- Các công trình liên quan hoặc của Elia Kazan trên các thư viện của thư mục (WorldCat)WorldCat catalog)
- Method Man: Elia Kazan's Singular Career by John Lahr in The New Yorker (A Critic at Large)
- Assessing Kazan: His Life and Choice (NYT Books of the Times)
- Some notes on Kazan, HUAC, and the aftermath of his testimony including his ngày 13 tháng 4 năm 1952 statement in the New York Times
- Elia Kazan tại Find a Grave
- Literature on Elia Kazan